# Aïn Djasser
Aïn Djasser (em árabe: عين جاسر) é uma cidade localizada na província de Batna, no noroeste da Argélia. Em 2008, sua população era de 15 704 habitantes.